# يوهان ليون
يوهان ليون (بالفرنسية: Johann Lion)‏ هو لاعب كرة قدم فرنسي، ولد في 4 مارس 1972 في كروي (فرنسا) في فرنسا. لعب مع إي أس نانسي ونادي تروا.